# Relations entre le Bangladesh et le Népal
Les relations entre le Bangladesh et le Népal sont les relations bilatérales de la république populaire du Bangladesh et de la république démocratique fédérale du Népal. La relation entre les deux pays ont été progressives depuis la fondation du Bangladesh en 1971. Les deux nations sont séparées par le Corridor de Siliguri — une petite portion de territoire de l'État indien du Bengale occidental située entre le sud du Népal et le nord du Bangladesh. Les deux pays d'Asie du Sud sont membres de l'Association sud-asiatique pour la coopération régionale (South Asian Association for Regional Cooperation - SAARC) et de l'Initiative de la baie du Bengale pour la coopération technique et économique multisectorielle (Bay of Bengal Initiative for MultiSectoral Technical and Economic Cooperation - BIMSTEC).

## Histoire

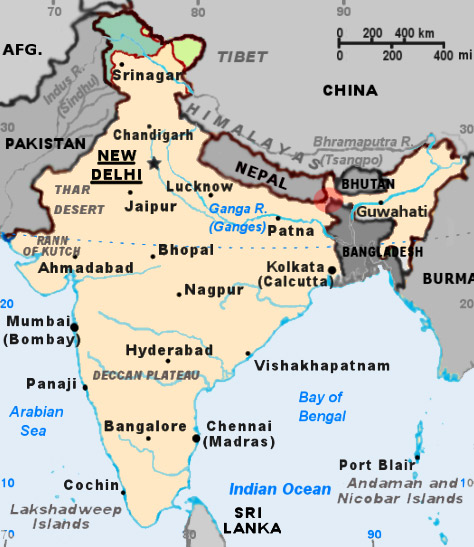
Le Corridor de Siliguri en Inde sépare le Népal du Bangladesh.

Bien qu'il ait maintenu une position neutre sur la guerre indo-pakistanaise de 1971, le royaume du Népal de l'époque est devenu l'une des premières nations à reconnaître le Bangladesh, le 16 janvier 1972 ; en représailles, le Pakistan a rompu ses relations avec le Népal. Avec le Bangladesh, le Népal a vu une opportunité d'obtenir l'accès aux installations portuaires du golfe du Bengale pour soutenir le commerce extérieur — ce qu'il avait recherché lorsque le Bangladesh faisait partie du Pakistan, avec un succès limité. Les relations bilatérales se sont considérablement améliorées lorsque le coup d'État militaire de 1975 au Bangladesh a porté au pouvoir un gouvernement qui a éloigné le pays de l'Inde, les deux nations cherchant à contrer l'influence de leur plus grand voisin. En avril 1976, les deux nations ont signé des accords bilatéraux pour développer le commerce, le transit et l'aviation civile. L'accord de transit exemptait tout trafic en transit de droits et autres charges. Six points d'entrée et de sortie pour le trafic népalais ont été mis en place. Cependant, les marchandises népalaises devaient être déchargées à la frontière, en raison de l'absence d'un accord permettant aux camions népalais d'accéder directement aux ports. En 1986, le Bangladesh a exigé la participation du Népal aux pourparlers avec l'Inde sur la distribution de l'eau du Gange,.

## Commerce bilatéral
Malgré les progrès réalisés dans les relations bilatérales, le volume des échanges commerciaux entre les deux pays s'élève à moins de 60 millions de dollars par an. En 2008-09, les exportations du Bangladesh vers le Népal s'élevaient à 6,7 millions de dollars ; ses principales exportations comprennent des produits pharmaceutiques, des vêtements, des plastiques, des produits artisanaux et d'autres biens. Le Népal a exporté pour 53 millions de dollars de marchandises, qui sont en grande partie des produits agricoles tels que des légumineuses, des lentilles, du riz et du blé.
En 1998, le traité Phulbari entre l'Inde et le Bangladesh a permis aux marchandises népalaises d'accéder au Bangladesh par une route de transit en Inde. En 2010, un communiqué conjoint publié par le premier ministre indien, le Dr Manmohan Singh, et la Première ministre bangladaise, Sheikh Hasina Wajed, a assuré que le Népal et le Bhoutan avaient accès aux ports bangladais. Les secrétaires au commerce des deux pays devaient se rencontrer et finaliser les détails d'un accord de transit étendu.